# Гетцен

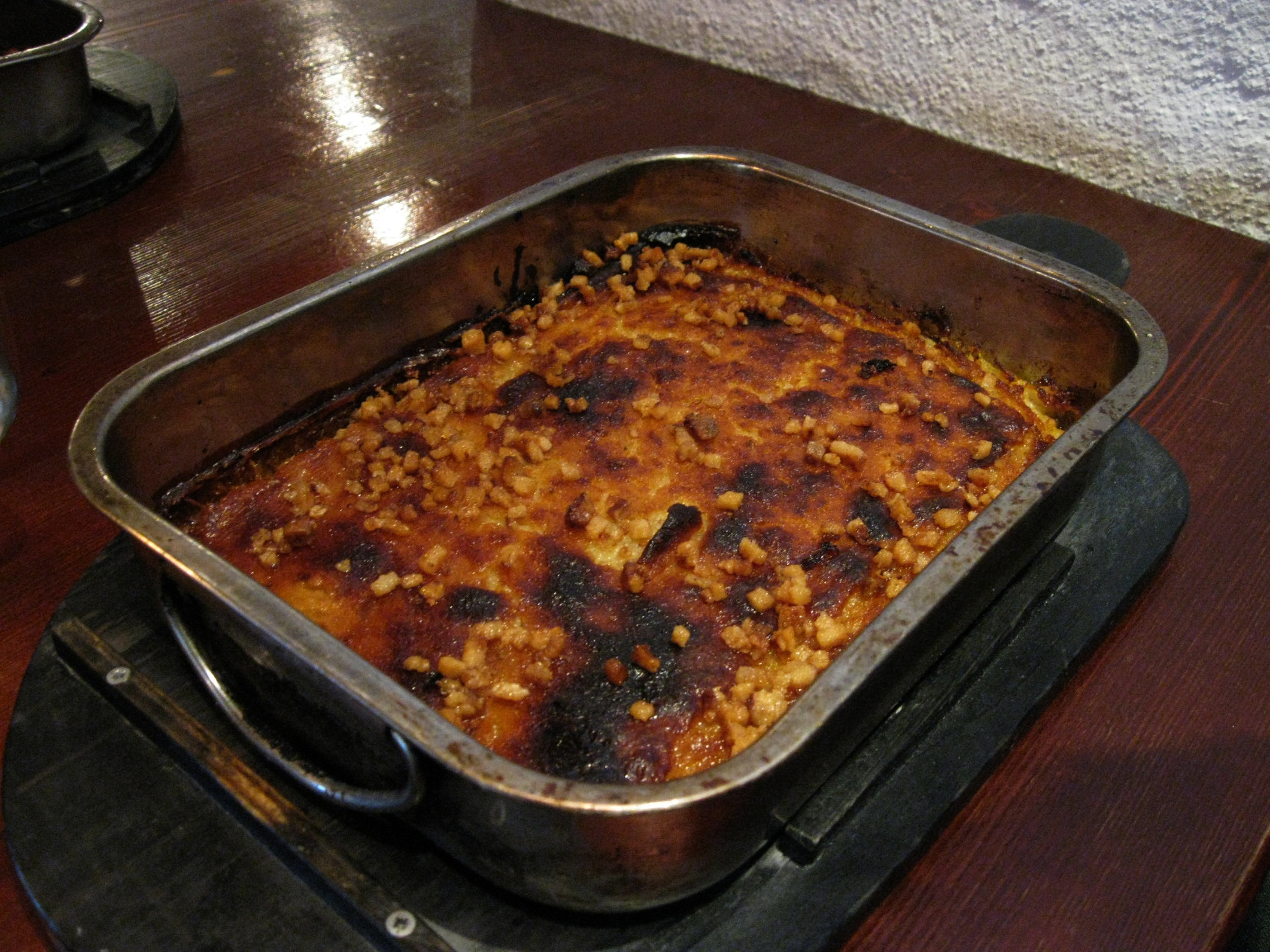
Пахтовый гетцен

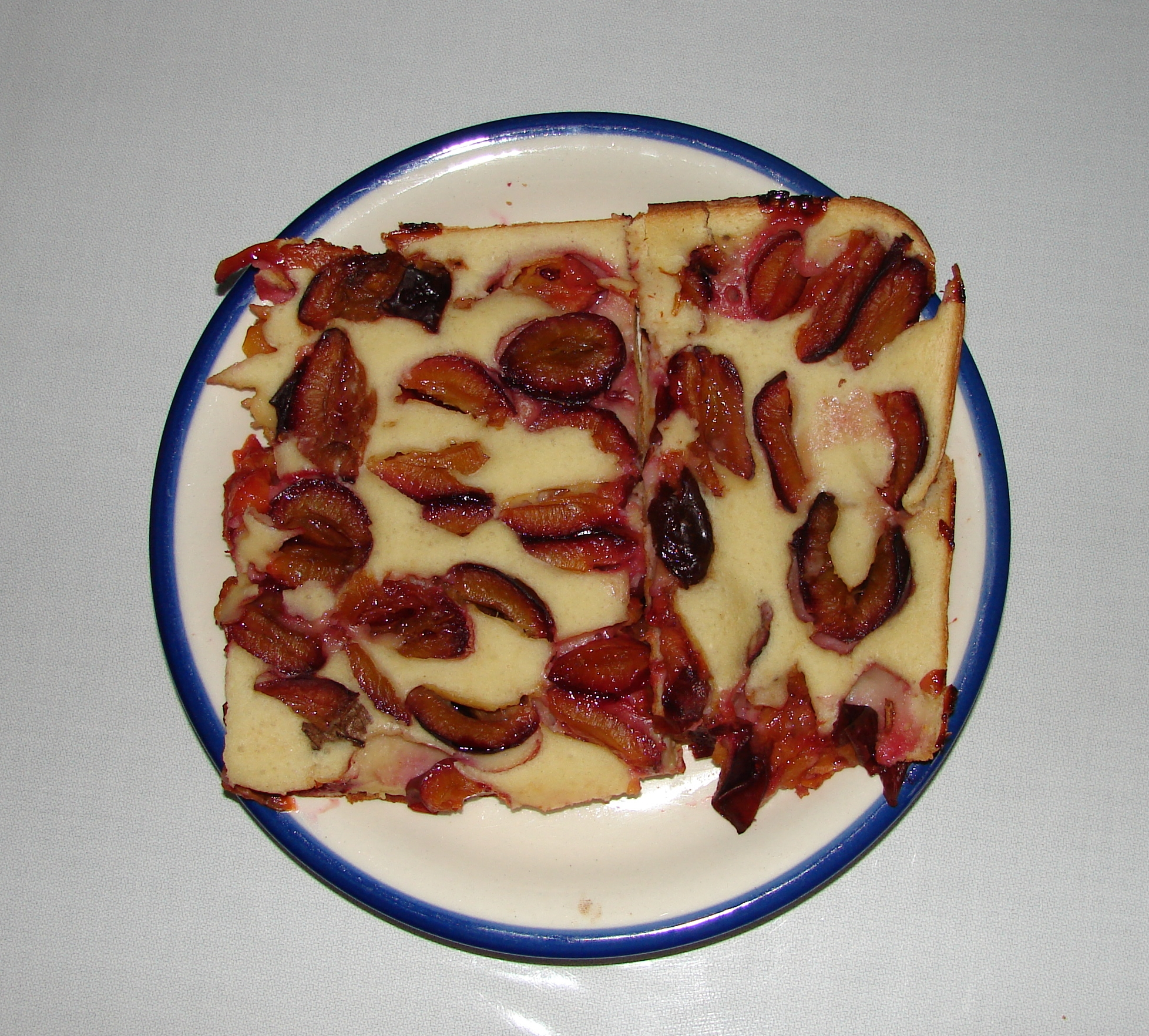
Сливовый гетцен

Ге́тцен (нем. Getzen) — саксонское картофельное блюдо, традиционное в Рудных горах. Классическим является рецепт гетцена на пахте. Гетцен появился в давние голодные времена, когда мясные блюда на обеденном столе были редкостью, и долгое время считался «едой для бедных».
Тесто для пахтового гетцена готовят из тёртого сырого картофеля, иногда с добавлением отварного картофеля, и пахты. Тесто солят и приправляют чёрным перцем, тмином, репчатым луком, в зависимости от рецепта также шпигом, сливочным или растительным, обычно льняным маслом и выпекается в духовом шкафу или на специальной чугунной сковороде. Иногда поверхность выпекаемого гетцена выкладывают шпигом или кусочками жареного братвурста. Пахтовый гетцен подают с ягодным компотом, обычно черничным или брусничным, или яблочным муссом. В современной кухне вопреки классическим рецептам пахтового гетцена в тесто также добавляют яйцо или муку.
Мучной гетцен готовят без картофеля: тесто замешивают из муки, яичного желтка и молока. Если выложенный в форму мучной гетцен перед выпеканием посыпать свежей или консервированной голубикой, получится голубичный гетцен. Аналогично готовят фруктовые гетцены с яблоками, сливой, малиной или вишней. Их также запекают в духовом шкафу или на сковороде, а перед подачей посыпают сахаром и корицей. Тесто для «зелёного гетцена» состоит только из тертого сырого картофеля и соли. Такое жидкое тесто выпекают на сковороде на подсолнечном масле с двух сторон и перед подачей посыпают сахаром. В булочном гетцене муку заменяют гренками — поджаренными кубиками белого хлеба, его также готовят с кубиками шпига. Известны также рецепты яичного и селёдочного гетцена.